# Ceremošnjak
Ceremošnjak falu Horvátországban, Eszék-Baranya megyében. Közigazgatásilag Nekcséhez tartozik.

## Fekvése
Eszéktől légvonalban 47, közúton 56 km-re nyugatra, Diakovártól légvonalban 28, közúton 40 km-re északnyugatra, községközpontjától légvonalban 5, közúton 9 km-re délre, Szlavónia középső részén, a Krndija-hegység északi részén fekszik.

## Története
A települést 1407-ben említik először „Cremoswelge” néven Nekcse várának tartozékaként abban az oklevélben, melyben Zsigmond király a nekcsei uradalmat Garai Miklós nádornak és testvérének, Jánosnak adományozta. 1491-ben Corvin János, majd 1504-ben az Újlakiak lettek az urai. A török 1532-ben szállta meg és 1687-ig török uralom alatt állt. A török uralom idején a nekcsei náhije részeként jobbágyok lakták, katolikus lakóinak lelki szolgálatát a nekcsei ferences atyák látták el. Mellettük lakott néhány Boszniából érkezett pravoszláv család is. A faluban 1698-ban 12 ház állt.
A török uralom elöli felszabadítás után kamarai birtok lett, majd a nekcsei uradalommal együtt előbb Johann Ferdinand Kyb, majd Catarina Caraffa lett a birtokosa. 1708-ban a nekcsei birtokkal együtt az udvari kamara igazgatása alá került. A nekcsei uradalmat 1723-ban a császár Lamperg Ferenc Antal hercegnek adományozta, aki 1726-ban eladta az eszéki erőd parancsnokának, Oduyer Antal gróf tábornagynak. 1734-ben a nekcsei uradalommal együtt a Pejácsevich család lett a település birtokosa. 1750-ben 6 ház állt a településen.
Az első katonai felmérés térképén „Czermosniak” néven található. Lipszky János 1808-ban Budán kiadott repertóriumában „Cseremosne” néven szerepel. Nagy Lajos 1829-ben kiadott művében „Czermosnyák” néven 46 házzal, 68 katolikus és 199 ortodox vallású lakossal találjuk. 1905-ben a nekcsei ferencesek haranglábat építettek ide, mely egyben iskolaként is szolgált, ahova ekkor 35 tanuló járt.
A településnek 1857-ben 212, 1910-ben 464 lakosa volt. Verőce vármegye Nekcsei járásához tartozott. Az 1910-es népszámlálás adatai szerint lakosságának 70%-a szerb, 29%-a horvát anyanyelvű volt. Az első világháború után 1918-ban az új szerb-horvát-szlovén állam, majd később (1929-ben) Jugoszlávia része lett. 1991-ben lakosságának 67%-a szerb, 30%-a horvát nemzetiségű volt. 2011-ben 108 lakosa volt.

## Lakossága
| Lakosság változása | Lakosság változása | Lakosság változása | Lakosság változása | Lakosság változása | Lakosság változása | Lakosság változása | Lakosság változása | Lakosság változása | Lakosság változása | Lakosság változása | Lakosság változása | Lakosság változása | Lakosság változása | Lakosság változása | Lakosság változása |
| ------------------ | ------------------ | ------------------ | ------------------ | ------------------ | ------------------ | ------------------ | ------------------ | ------------------ | ------------------ | ------------------ | ------------------ | ------------------ | ------------------ | ------------------ | ------------------ |
| 1857               | 1869               | 1880               | 1890               | 1900               | 1910               | 1921               | 1931               | 1948               | 1953               | 1961               | 1971               | 1981               | 1991               | 2001               | 2011               |
| 212                | 248                | 268                | 326                | 502                | 464                | 493                | 453                | 378                | 366                | 343                | 229                | 165                | 122                | 126                | 108                |

## Nevezetességei
Szent Péter és Pál apostolok tiszteletére szentelt római katolikus kápolnáját 1940-ben szentelték fel. 1983-ban megújították. Az alapokat betonkoszorúval erősítették meg, csapadékvízelvezető csatornát építettek, a kápolnához lépcsőket készítettek. A már megrepedt falakat összekapcsolták, csempelapokkal burkolták, a falakat újravakolták és festették, a tetőt  pedig kijavították. Az oltárt az emberekkel szemben állították fel. 1996-ban bevezették az áramot. 2004-ben az ablakokat újították fel és padokat cseréltek. A nekcsei kolostor keresztutat adományozott a kápolnának.

## Oktatás
A falu tanulói a nekcsei Dora Pejačević általános iskolába járnak.